# PEOPLE'S ROASTERY
『PEOPLE'S ROASTERY』（ピープルズ・ロースタリー）は、2024年4月1日からJ-WAVEで放送中のラジオ番組。

## 概要
世界中のグッドミュージックと、東京と世界を繋ぎ、様々なジャンルのゲストとの会話を通じ、リスナーの感性を刺激する話題を届けるプログラム。
番組ハッシュタグは「#people813」。

## ナビゲーター
- 長井優希乃[3]（2024年4月1日 - ）

## 放送時間
以下の時間は日本標準時に基づく。
- 毎週月曜日 - 木曜日 13:30 - 16:00（2024年4月1日 - ）

## 主なコーナー
- 13:45 - MORI BUILDING GO NEXT TOKYO
  - 東京を楽しむ様々なトピックスを紹介。前番組『GOOD NEIGHBORS』の「TOKYO PASSPORT」を実質的に継承したコーナー。
- 14:00 - バイブス人類学
  - ゲストとともに自分の「当たり前」を問い直しながら人と世界について考える。
- 14:30 - BREW MUSIC
  - 音楽にこだわりのあるカフェやショップとコラボレーションし、そのスポットの人にこだわりの選曲をしてもらう、ノンストップミュージックゾーン。
- 15:10 - PLENUS RICE TO BE HERE
  - 前番組から継承したコーナー。山口謠司（作家、中国文献学者、大東文化大学教授）が食を通して日本の文化や知恵を紐解く。
- 15:40 - PODCAST PICKS
  - ポッドキャストの一押しコンテンツの中から、聞き所を紹介。
    - 月曜：味な副音声 〜voice of food〜（平野紗季子）
    - 火曜：竹田ダニエル ON STAGE ON AIR
    - 水曜：Wナガイと哲学対話（永井玲衣、長井優希乃）
    - 木曜：ゆりやんレトリィバァの最近どう？
- 15:58 - エンディング
  - 終わり間際に後続の『GRAND MARQUEE』との引き継ぎを行うが、クロストークではなく、ナビゲーターのタカノシンヤとセレイナ・アンがガラス越しに隣のスタジオで行っているジェスチャーやパフォーマンスに長井が反応する形式を取っている。

### 過去のコーナー
- 14:00 - Expedia MY FIELD NOTE
  - ゲストコーナー。放送終了後はポッドキャストでも配信される。2025年3月をもって終了。
  - 水曜日は日常の哲学的問いをレギュラーゲストの永井玲衣（哲学研究者）とリスナーとともに考える「Wナガイと哲学対話」を放送していた（前述のポッドキャストに移行）。
- 15:25 - EYES OF ARTNEWS
  - 前番組から継承したコーナー。オンラインメディアARTnews JAPANに掲載されたアートと社会のつながりに関する記事を同メディア編集部に繋いで紹介する。2024年6月をもって終了。
- PODCAST PICKSの過去のコンテンツ
  - 2024年度
    - 火曜：OKOTOBADESUGA（竹田ダニエル、長井優希乃）
    - 水曜：Life of the SEA（鈴木香里武）